# Skobelevo, Haskovo
Skobelevo (în bulgară Скобелево) este un sat în Obștina Dimitrovgrad, Regiunea Haskovo, Bulgaria.

## Demografie
Componența etnică a satului Skobelevo
     Turci (2,09%)
     Bulgari (86,69%)
     Romi (10,83%)
     Nicio identificare (0,38%)
La recensământul din 2011, populația satului Skobelevo era de 526 locuitori. Din punct de vedere etnic, majoritatea locuitorilor (86,69%) erau bulgari, existând și minorități de romi (10,83%) și turci (2,09%). Pentru 0,38% din locuitori nu este cunoscută apartenența etnică.